# Apollo
Apollo (gr. Ἀπόλλων Apóllōn, także jako Febus, gr. Φοῖβος Phoibos ‘Jaśniejący’, łac. Apollo) – w mitologii greckiej syn Zeusa i Leto, bliźniaczy brat Artemidy. Urodzony na wyspie Delos. Należał do dwunastu najważniejszych bogów Olimpu. Swoją siedzibę miał na szczycie góry Parnas w Delfach, skąd zsyłał natchnienie. Mury okalające dom Apollina okalały też miejsce słynnej wyroczni delfickiej.  
Bóg piękna, światła, życia, śmierci, zarazy, muzyki, łucznictwa, wróżb, prawdy, prawa, porządku, natchnienia, lecznictwa i uzdrawiania. Patron kawalerów, wieszczek, sztuki i poezji. Przewodnik muz (Ἀπόλλων Μουσηγέτης, Apóllōn Mousēgétēs).  
Utożsamiany z postacią Apolla Epikuriosa – boga uzdrawiania, który uratował mieszkańców Figalei przed epidemią dżumy. Na znak wdzięczności zbudowali mu świątynię Apollina w Bassaj. Uznawany za boga odwracającego zło i przynoszącego zbawienie. Otrzymał od Rzymian przydomek medicus (uzdrawiający, zdrowy). Jest wspomniany w przysiędze Hipokratesa jako Apollin-lekarz. 

## W mitologii
W mitologii greckiej Apollo był przedstawiany jako wzorzec męskiej urody – najczęściej jako przystojny, smukły młodzieniec o złotych lokach i jasnoniebieskich oczach.
Podobnie jak inni greccy bogowie posiadał cechy charakteru, które nie zawsze były jednoznacznie pozytywne. Mitologiczne opowieści opisują Apollina jako boga, który mógł doświadczać zazdrości i zawiści. Dał wyraźny przykład tych cech podczas konkurencji z Marsjaszem, frygijskim satyrem flecistą, o miano najlepszego muzyka. Nawet kiedy ten przyznał mu pierwszeństwo, Apollo skrępował mu ręce i nogi, przywiązał do drzewa i obdarł żywcem ze skóry. Gdy na powrót począł szarpać struny, zdarta z Marsjasza skóra rozpoczęła taniec. 
Kiedy Zeus raził piorunem Asklepiosa (syna Apollina), ten w zemście zabił kilku cyklopów z kuźni Hefajstosa. Za tę zbrodnię Apollo musiał przez dziewięć lat służyć jako parobek u króla Admeta w Tesalii.
Z kultem boga wiąże się szał apolliński – prąd filozoficzno-artystyczny nawiązujący do idealizmu oraz esencjalizmu. Przeciwstawiano mu szał dionizyjski – rozpustę, który miał odżegnywać się od narzucania człowiekowi stałych form, a w momencie dionizji odsłaniać prawdziwe życie, wypływające jak gdyby z niewyczerpywanego źródła, na miarę bergsonowskiego elan vital.
Pierwotnie androgyniczny (śladem tego bliźniacza para Apollo-Artemida).
Zabijając węża-smoka Pytona – syna Gai nasłanego na matkę Apollina i Artemidy przez zazdrosną Herę (w innej wersji mitu ofiarą Apollina był Delfyne, będący hipostazą pierwotnej Magna Mater) – strzegącego bramy do tajemnej wiedzy ukrytej pod ziemią, zyskał wizjonerskie zdolności i przejął władzę nad wyrocznią w Delfach (gr. delfys „macica”). Zabójstwo Pytona, podobne do zabójstwa Wrytry przez Indrę w mitologii indyjskiej, było postrzegane jako heroiczny czyn wymagający rytuału oczyszczenia. Na cześć swojego zwycięstwa Apollo ustanowił igrzyska pytyjskie.  

## Domeny i atrybuty
Bóg gwałtownej śmierci – Grecy wywodzili jego imię od ἀπόλλυμι (apóllymi) „niszczę, zabijam”, ale por. też IE. *abol (<*obol-) „jabłko” (symbol – źródło wiedzy). Był bogiem jednocześnie solarnym i chtonicznym.
Stał się przekaźnikiem Zeusowych wyroków, szczególnie w sprawie obrzędów oczyszczenia po zbrodni zabójstwa. Oddalał (apotropaios) i oczyszczał (katharsios) od zła (zbrodni mordu), które sam wywołał.
Łuk i lira, którymi posługuje się Apollo, mogą być interpretowane jako narzędzia przeciwstawne (mord i oczyszczenie). Może być to również w rzeczywistości jedno, najbardziej pierwotne, instrumentum – symbol władzy nad życiem i śmiercią oraz wiedzy (zarówno jako instrument muzyczny – przygrywający podczas szamańskiego obrzędu, jak i łuk miotający strzały, na których szaman podróżuje w zaświaty).
Apollinowi był także poświęcony wawrzyn szlachetny, który nałożył na głowę po przybyciu do doliny Tempe i obmyciu się z przelanej krwi po zabiciu Pytona.
Według M. Eliade mity o Apollinie mogą odzwierciedlać proces synkretyzmu, łącząc w sobie atrybuty wcześniejszych bóstw przedindoeuropejskich (o charakterze rolniczym, tellurycznym i tradycji jeszcze megalitycznej – delficki omfalos). Powstała również hipoteza (na gruncie irańskim) o powstawaniu tego typu mitów w wyniku syntezy dwóch oddzielnych nurtów życia religijnego (żeńskiego: rolniczo-przydomowego i męskiego: nomadycznego lub pół-nomadycznego i wojowniczego) w obrębie jednej wspólnoty plemiennej. Mimo degradacji i asymilacji atrybutów Bogini Ziemi, przepowiednie nadal głosiła kapłanka Pytia (w poważniejszych sprawach stosująca maneisa, szał poetycki, stan profetycznej ekstazy znany z innych religii indoeuropejskich i obrzęd zstępowania do podziemi, ad uterum), której przekaz tłumaczył prorok. Z czasem ta złowróżbna strona bóstwa zostaje oswojona, Apollo coraz bardziej staje się bogiem porządku i prawa – harmonii świata.
Dwa kierunki, z których wywodzono Apollina to: północny – eurazjatycki, oraz wschodni – małoazjatycki. Pierwszy poparty jest mitem o corocznych (zimowych) podróżach Apollina do rodzinnej ziemi (Hyperborei). Podczas jego nieobecności w Delfach miał rządzić Dionizos. Za drugim kierunkiem przemawia lokalizacja największych ośrodków jego kultu (Azja Mniejsza) i inskrypcja hetycka z imieniem Apulúnas „bóg bram”.

## Kochanki i kochankowie w mitologii
Apollo był obiektem uczuć bogiń, nimf i kobiet śmiertelnych, jednak nigdy nie zawarł związku małżeńskiego. Był zakochany bez wzajemności w Dafne (córce Gai i Penejosa). Aby móc ją pojmać, ścigał ją, dopóki ta straciła siły, ale wtedy uzyskała pomoc ze strony ojca, Penejosa, który zamienił ją w krzak wawrzynu szlachetnego. Załamany po metamorfozie swej wybranki, Apollo uplótł wieniec z gałęzi krzewu, który odtąd ozdabiał jego głowę.
Apollo zakochał się też w pięknej nimfie Kastalii (córce rzecznego boga Acheloosa) i zabiegał o jej względy. Nimfa, nie mogąc sobie poradzić z natarczywością zalotów Apollina, rzuciła się do źródła bijącego ze skał Parnasu. Apollon uświęcił to miejsce, nazywając źródło jej imieniem. Woda z tego źródła zsyłała moc natchnienia na każdego, kto się jej napił.
Na życzenie Apollina, Artemida strzeliła z łuku i przebiła strzałą ukochaną Apollina – Koronis, która zakochawszy się w śmiertelniku Ischysie, wzgardziła miłością Apollina.

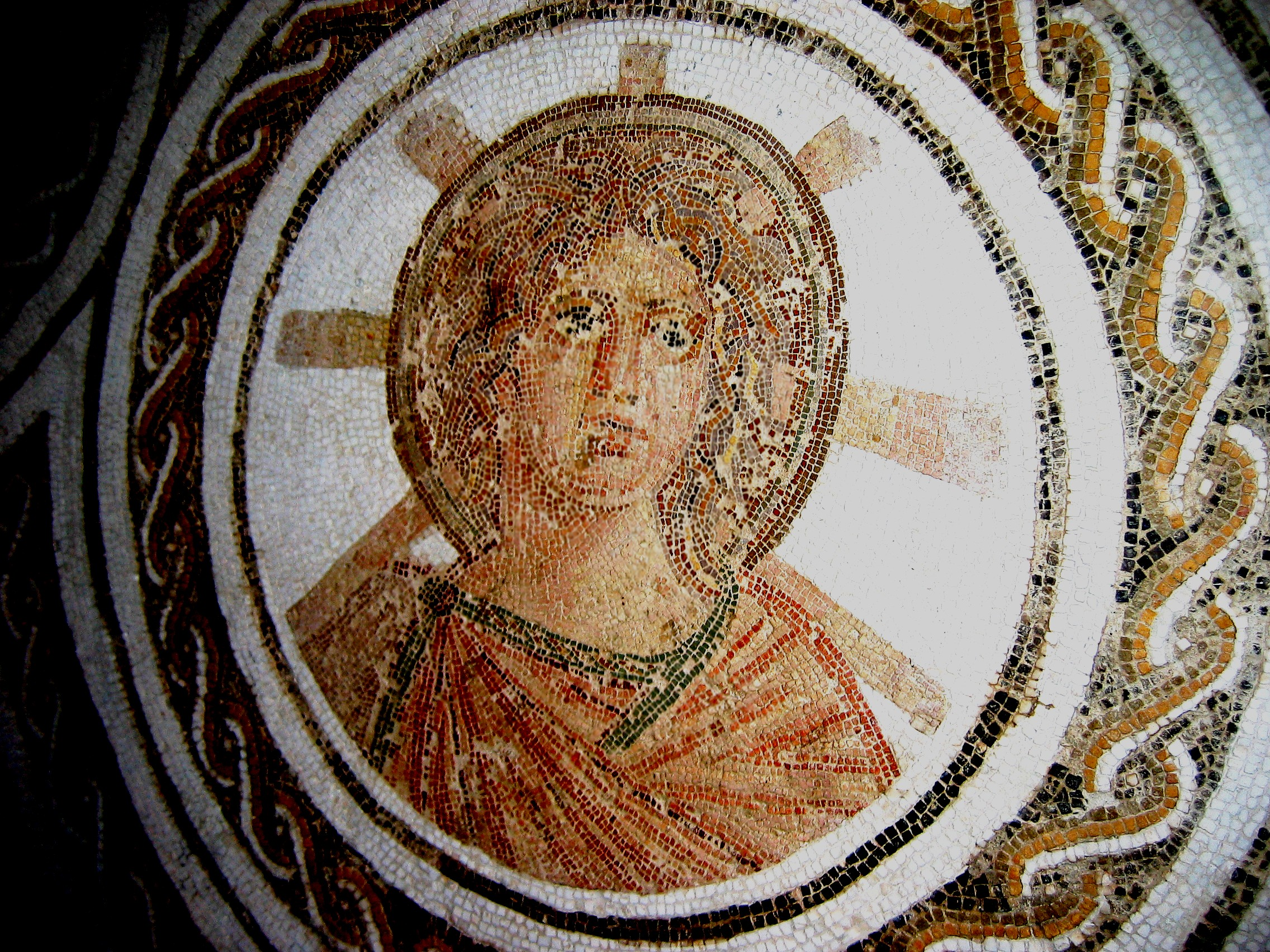
Apollo na późnorzymskiej mozaice

Synem Apollina i Koronis był Asklepios, mający władzę nad życiem (jego hipostazami były wąż i pies). Z muzą Kaliope miał synów Orfeusza i Linosa, a z Talią korybantów – boskich tancerzy. Z Kyrene miał syna Aristajosa, a z Ftyją – Dorosa. Hamadriada Dryope zrodziła mu syna Amfissosa (późniejszego założyciela miasta Ojta, w którym wzniósł świątynie ku czci Apollina, kapłanką w niej została Dryope). Pewnego dnia Dryope zniknęła bez śladu, a obok posągu Apollina wyrosła topola.
Kochanką Apollina była też Kreuza, córka ateńskiego króla Erechteusza (prześladowcy Heraklidów), która urodziła mu syna Jona – mitycznego protoplastę Jonów, ludu helleńskiego. Obawiając się gniewu ojca, Kreuza oddała synka na wychowanie Pytii.
Apollo nawiązał także relacje uczuciowe z Hiacyntem i Kyparissosem; historia z Hiacyntem kończy się w mitologii tragiczną śmiercią. Podczas rzutów dyskiem podmuch wiatru zesłany przez Zefira zniósł dysk, który zabił oblubieńca Apollina.

## W sztuce
Postać Apollina pojawiała się w poezji i sztukach pięknych. Jean de La Fontaine wykorzystał motyw Febusa i Boreasza w jednej ze swoich bajek z 1668 r. Innym przykładem jest obraz z 1914 r. Giorgio de Chirico Pieśń o miłości (Le chant d'amour) przedstawiający enigmatyczną kombinację popiersia Apollina przymocowanego do ściany domu i gumowej rękawicy. Na pierwszym planie znajduje się ciemnozielona kula, a w tle stoi dymiący pociąg. 